# تام کالینز (نوشیدنی)
تام کالینز یک کوکتل است که از جین، آب لیمو، شکر و آب گازدار تهیه می‌شود. این نوشیدنی با ترکیب «لیموناد جین و گازدار» که به‌طور معمول در لیوان کالینز روی یخ سرو می‌شود. این نوشیدنی اولین بار در سال ۱۸۷۶ توسط جری توماس، «پدر میکسولوژی آمریکایی» به یادگار ماند «کالینز میکس» را می‌توان در فروشگاه‌ها با هم مخلوط کرد و از آن به تنهایی (مانند نوشابه) یا با جین لذت برد.

## تاریخ

مقاله ای در اوت ۱۸۹۱ از مجله هفتگی انگلیس پانچ، سر مورل مکنزی، پزشک انگلیسی ادعا کرد که انگلیس، کشور مبدأ کوکتل تام کالینز است.

در اوت ۱۸۹۱، سر مورل مکنزی، پزشک انگلیسی در مقاله ای در مجله تأثیرگذار قرن نوزدهم به اسم Fortnightly Review نوشت و ادعا کرد که انگلیس کشور مبدأ کوکتل تام کالینز است و شخصی به نام جان کالینز خالق آن است. در مقاله، مکنزی ترانه ای قدیمی نقل کرد که عنوان آن را «جان کالینز» عنوان کرد. با این حال، مجله هفتگی انگلیس پانچ بلافاصله تلاش‌های مکنزی را نادیده گرفت و در اوت ۱۸۹۱ اشاره کرد که عنوان این آهنگ در واقع «جیم کالینز» است و در غیر این صورت مکنزی به نادرستی ترانه را نقل و منتشر کرده‌است.
اولین دستورالعمل برای تهیه کالینز و نوشیدنی Fizz، هر دو در یک کتاب قرار گرفته‌اند، اسم کتاب «کتاب راهنمای جدید و بهبود یافته یا نحوه ترکیب نوشیدنی‌های سبک حاضر» (به انگلیسی: New and Improved Bartender’s Manual or How to Mix Drinks of the Present Style) نوشته هری جانسون در سال ۱۸۸۲ بود.
دیوید ووندریچ، مورخ تاریخ کوکتل، اظهار داشت که چندین نسخه قبلی دیگر از این نوشیدنی ذکر شده‌است و این شباهت زیادی به پانچ‌های جن دارد که در باشگاه‌های لندن مانند گاریک در نیمه اول قرن نوزدهم میل می‌شود.
آشفتگی در مورد ریشه‌های این کوکتل همچنان ادامه داشت تا آنکه نویسنده آمریکایی چارلز مونتگومری اسکینر در سال ۱۸۹۸ اظهار داشت که تام کالینز به «بارهای آمریکایی» در انگلیس، فرانسه و آلمان راه یافته‌است.

با گذشت زمان، علاقه به تام کالینز کاهش یافته و ریشه آن از بین رفت. در اوایل ممنوعیت الکل در ایالات متحده در دهه ۱۹۲۰، روزنامه‌نگار آمریکایی و دانشجوی انگلیسی آمریکایی اچ.ال. منکن گفت:
منشأ . . تام کالینز … هنوز مشخص نشده‌است. مورخان مشروبات الکلی، مانند فیلسوفان، آنها را نادیده گرفته‌اند. خصوصاً آمریکایی بودن [این و سایر نوشیدنی‌ها] علی‌رغم این واقعیت که تعدادی به زبان انگلیسی رفته‌اند، واضح است. انگلیسی‌ها، در نامگذاری نوشیدنی‌های خود، معمولاً تصورات بسیار محدودتری را نشان می‌دهند. به عنوان مثال به دنبال یک نام برای مخلوطی از ویسکی و نوشابه- آب، بهترین چیزی که می‌توانستند به دست آورند ویسکی و سودا بود. 

### جیم کالینز
نوشیدنی معروف به جان کالینز حداقل از دهه ۱۸۶۰ وجود داشته‌است و اعتقاد بر این است که منشأ آن پیش خدمتی به همین نام است که در خانه قدیمی لیمر در خیابان کاندویت در مایفیر کار می‌کرد، که یک هتل محبوب و قهوه‌خانه لندنی در اطراف سال‌های ۱۷۹۰–۱۸۱۷ بود.

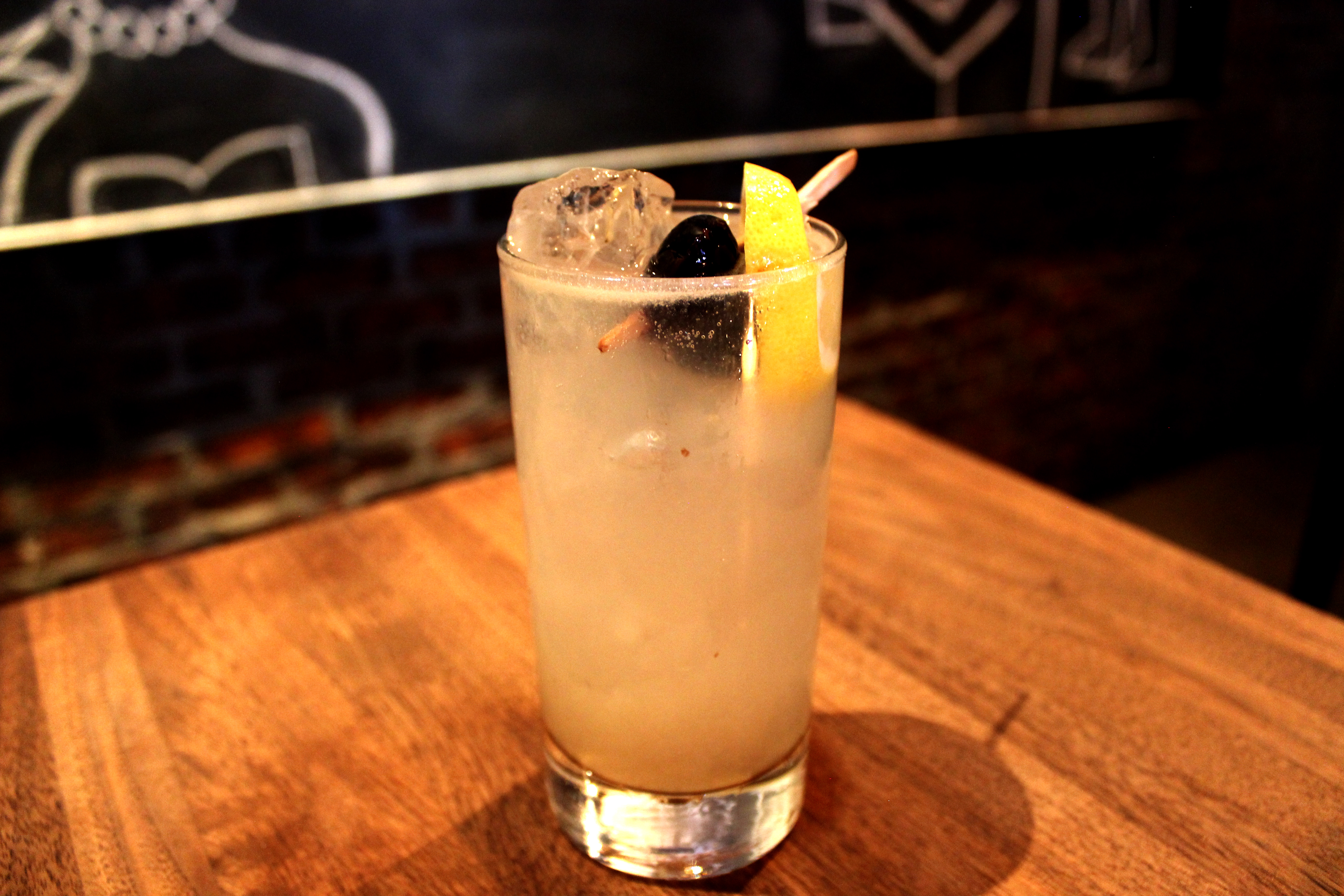
یک تام کالینز در سانفرانسیسکو، کالیفرنیا

شعر زیر توسط فرانک و چارلز شریدان در مورد جان کالینز نوشته شده‌است:
نام من جان کالینز ، سر پیشخدمتی در Limmer است ،

نبش خیابان کانال ، میدان هانوفر ،

شغل اصلی من پر کردن جام ها است

برای همه آقایان جوان که آنجا هستند.
دیوید ووندریچ، مورخ نوشیدنی‌ها حدس می‌زند که دستورالعمل اصلی در دهه ۱۸۵۰ ذر نیویورک ارائه شده‌است که شباهت زیادی به پانج جین دارد. معروف است که پانچ جین در نیمه اول قرن نوزدهم در باشگاه‌های شیک لندن مانند گاریک ارائه می‌شده‌است. وی اظهار داشت که در ابتدا ترکیب نوشیدنی از «جین، آب لیمو، آب جوش شیرین و لیکور ماراسکینو» بوده‌است.

## ترکیبات مدرن
کتاب کوکتل ۱۹۸۶ تصویری مدرن از دستورالعمل توماس در سال ۱۸۷۶ برای این نوشیدنی طولانی ارائه می‌دهد:
جان (یا تام) کالینز (۱۹۸۶): 

تکه‌های یخ۲ اونس [۶ سانتی لیتر] به همراه جین خشک۲ اونس [۶ سانتی آب لیمو۱ قاشق چایخوری شکر ( شیره) آب گازداربرش لیمو۱ گیلاس رتگی فراوان را در لیوان بزرگ قرار دهید. جین، آب لیمو و شربت را اضافه کنید. آب نوشابه را پر کنید و خوب هم بزنید. با خلال لیمو، گیلاس و نی سرو کنید. 

## انواع
یک کالینز ساده تابستانی از کوکتل دو ماده ای درست می‌شود که فقط از قسمت‌های مساوی جین و لیموناد تشکیل شده و روی یخ با یک تزیین میوه ای اختیاری سرو می‌شود. ودکا کالینز از ودکا به جای جین استفاده می‌کند. نوشیدنی South Side از آهک به جای لیموناد استفاده می‌کند و نعناع اضافه می‌کند. نوشیدنی A Rum Collins به جای جین از رام سبک استفاده می‌کند.

## جان کالینز
جان کالینز یک کوکتل کالینز است که از تکیلا، آب آهک، شکر یا مواد شیرین کننده دیگر و نوشابه چوبی تهیه می‌شود. این ترکیب نوعی تغییر از تام کالینز اصلی است که اولین بار در سال ۱۸۷۶ توسط «پدر مخلوط شناسی آمریکایی» جری توماس به یادگار ماند. این نوشیدنی به‌طور معمول در لیوان کالینز روی یخ سرو می‌شود.